# Lubango

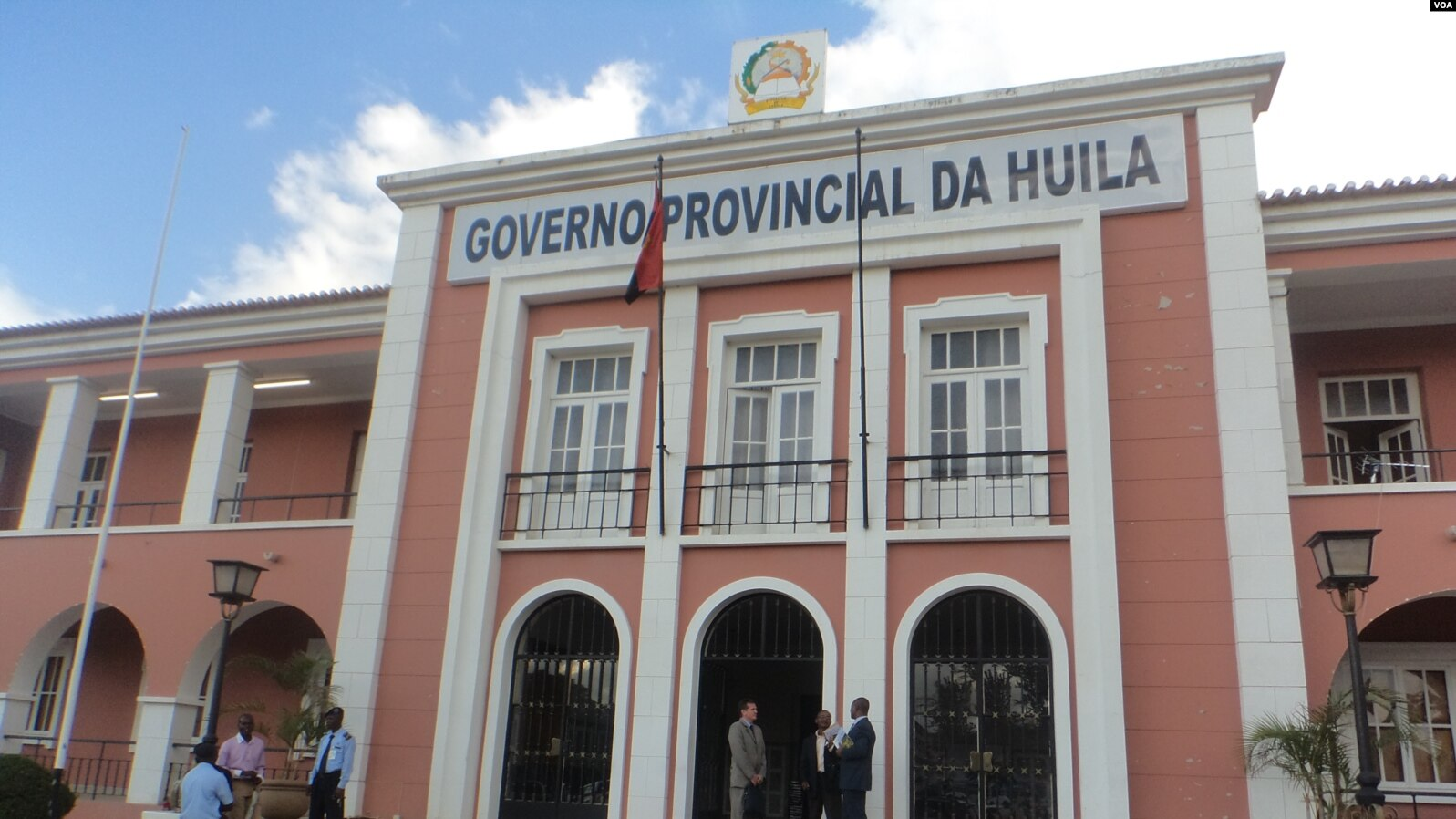
Siedziba rządu prowincji Huíla

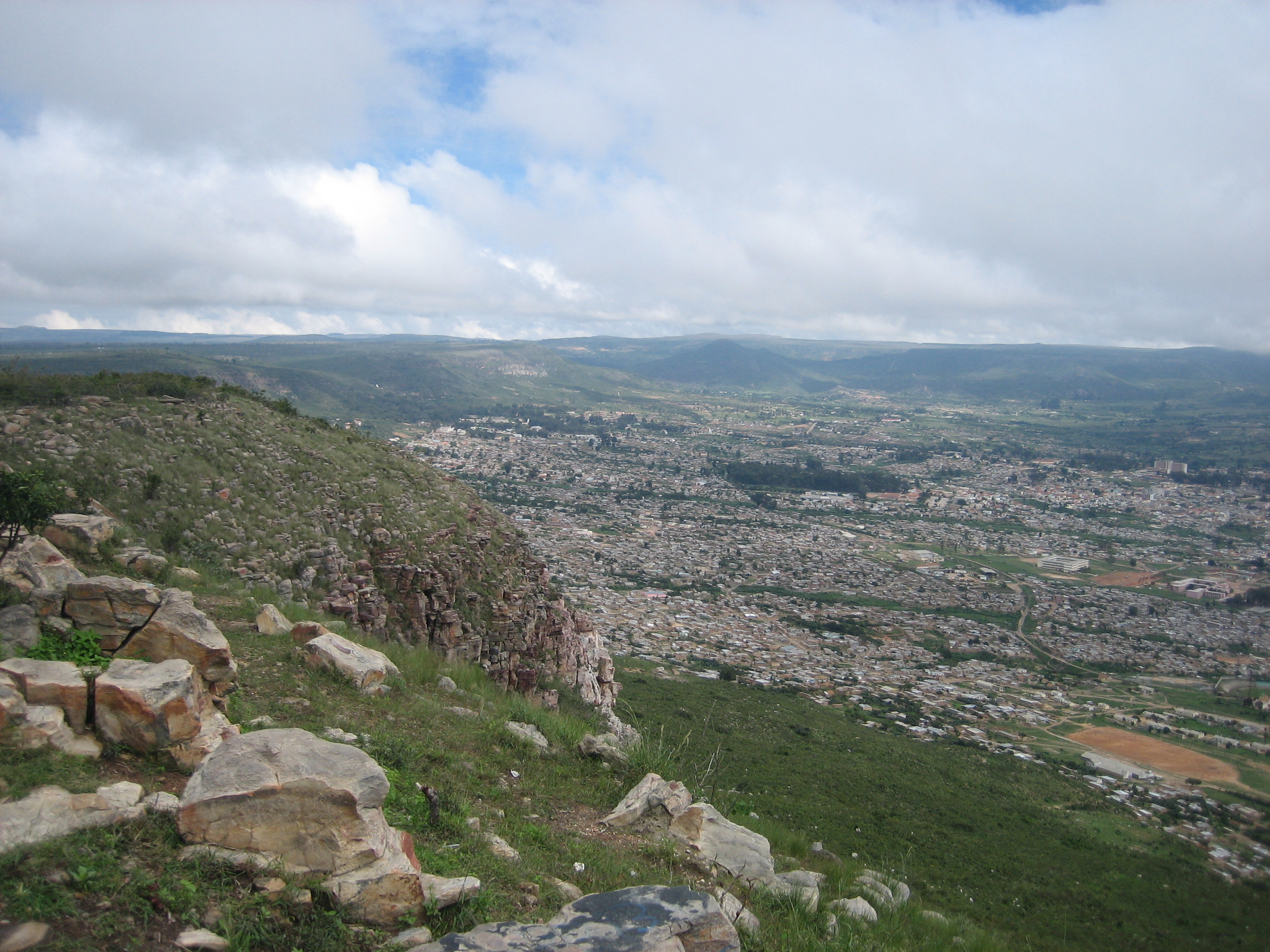
Widok na Lubango

Lubango – miasto w południowo-zachodniej Angoli (dawniej Sá da Bandeira), siedziba władz prowincji Huíla. Liczy ok. 731,6 tys. mieszkańców. 

## Historia
Lubango powstało wraz z osiedleniem się w latach 80. XIX wieku grupy burskich kolonistów z Transwalu. Władze portugalskie odmówiły przyznania osadnikom własności ziemi, w związku z czym większość z nich opuściła rejon i przeniosła się do Niemieckiej Afryki Południowo-Zachodniej.
Masowe osadnictwo nastąpiło w roku 1882 wraz z przybyciem około tysiąca osadników z portugalskiej Madery. W 1910 roku mieszkało tu już ponad 1700 przybyszy z Madery, zajmujących się głównie uprawą słodkich ziemniaków. W 1923 roku Kolej Moçâmedes połączyła osadę z wybrzeżem. W związku z tym władze portugalskie nadały jej prawa miejskie i nazwę Sá da Bandeira. Zamieszkujące ten region pół-koczownicze ludy Nhaneka-Humbe odmawiały osiedlenia się w mieście, przez co Sá da Bandeira była w okresie do uzyskania niepodległości jedynym miastem w Angoli zamieszkanym przez białą większość. Po powstaniu niepodległej Angoli miasto zostało przemianowane na Lubango. 
Jedno z miast frontu południowego wojny domowej w Angoli odwiedzone przez Ryszarda Kapuścińskiego, opisane w książce Jeszcze dzień życia. W okresie tego konfliktu miasto było ważną bazą dla wojsk rządowych i kubańskich. 
W 2001 roku czarterowany samolot typu Beechcraft 1900 linii Sociedade de Aviacao Ligeira rozbił się podczas podchodzenia do lądowania w Lubango. Zginęło 16 z 17 osób na pokładzie. 

## Gospodarka i transport
W gospodarce Lubango dominuje produkcja rolna: zbóż, owoców, warzyw, tytoniu i sizalu. Na przemysł składa się przetwórstwo produktów rolno-spożywczych, garbarstwo i wytwórstwo różnych dóbr konsumpcyjnych.

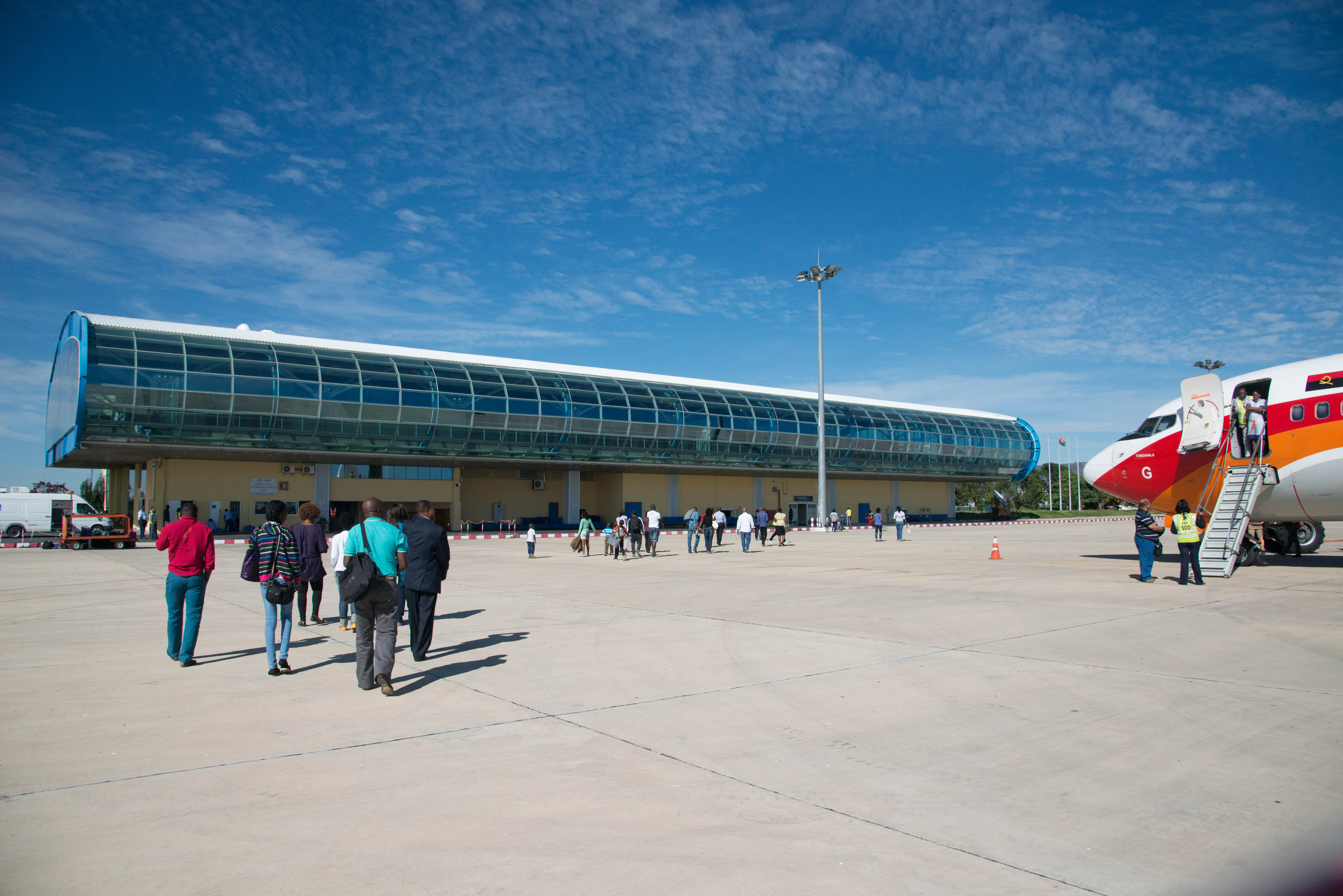
Lotnisko w Lubango

W mieście znajduje się port lotniczy Lubango (kod IATA: SDD). 

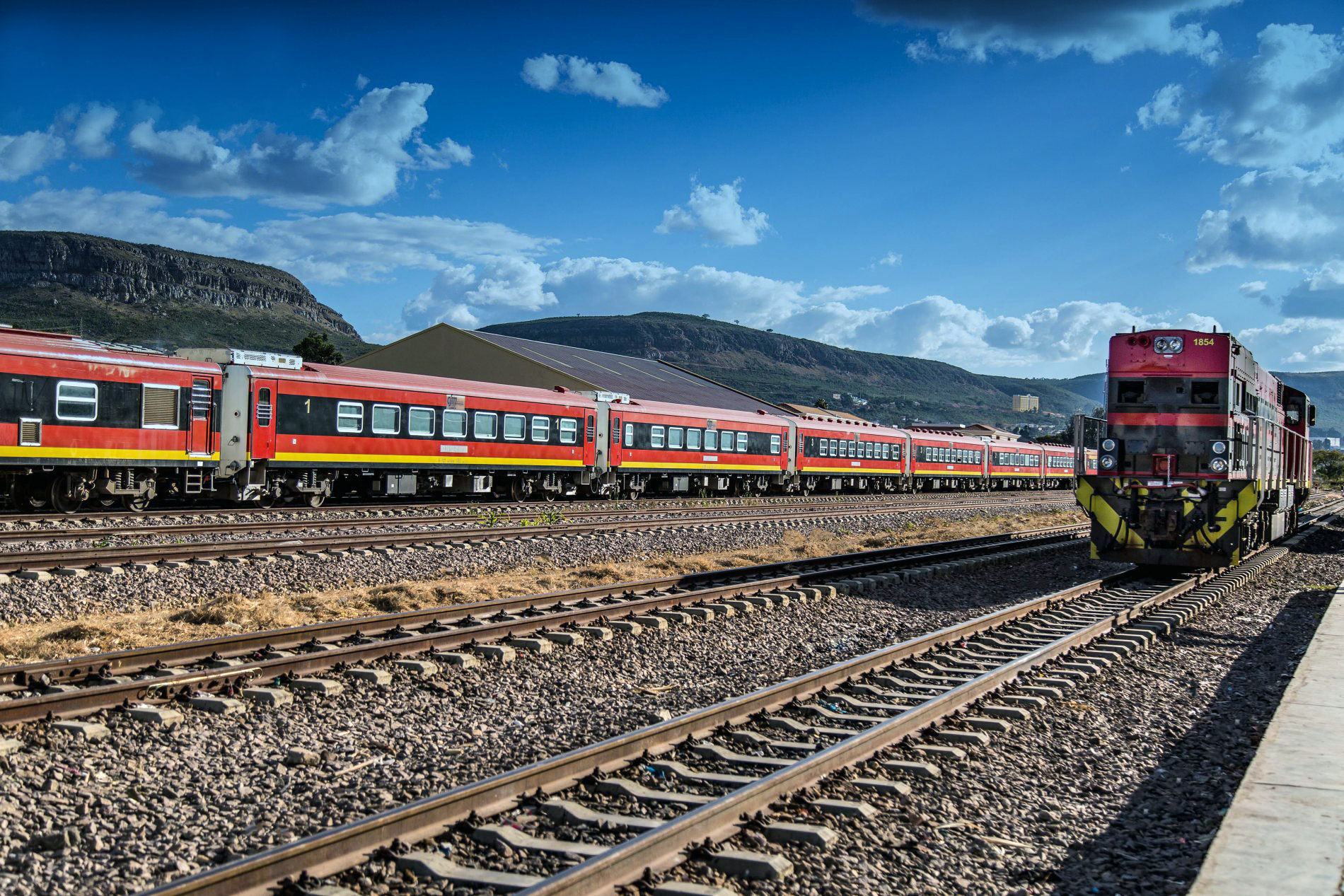
Lokomotywy na stacji w Lubango

Przez Lubango przechodzi południowa linia Kolei Benguelskiej, a także znajduje się stacja kolejowa (Estação Central do Lubango).

## Edukacja
W Lubango znajduje się Uniwersytet Mandume ya Ndemufayo (Universidade Mandume ya Ndemufayo) oraz Instytut Wyższych Nauk Pedagogiczny w Huíla (Instituto Superior de Ciências de Educação da Huíla, w skrócie ISCED-HUÍLA), który jest instytucją zajmującą się kształtowaniem kadr nauczycielskich.
W mieście znajduje się także Portugalska Szkoła w Lubango (Escola Portuguesa do Lubango), która jest prywatną międzynarodową szkołą prawniczą zarządzaną przez Cooperativa Portuguesa de Ensino em Angola.

## Sport

### Klub sportowy
- CD Huíla
- S.L. Benfica
- Clube Ferroviário da Huíla

### Obiekty sportowe
Stadiony:
- Estádio Nacional da Tundavala
- Estádio do Ferroviário da Huíla
- Estádio de Nossa Senhora do Monte
- Pavilhão da Nossa Senhora do Monte

### Puchar Narodów Afryki w 2010
Lubango było jednym z czterech miast-gospodarzy Pucharu Narodów Afryki w 2010 r. Wówczas areną zmagań piłkarskich był Estádio Nacional da Tundavala.

## Osoby związane z miastem
- Marco Abreu – angolski piłkarz, członek reprezentacji Angoli.
- João N’Tyamba – angolski lekkoatleta, specjalizujący się w biegach średniodystansowych i długodystansowych.